# Spinaristobia rondoni
Spinaristobia rondoni là một loài bọ cánh cứng trong họ Cerambycidae.